# Молочна змія гондураська
Молочна змія гондураська (Lampropeltis triangulum hondurensis) — неотруйна змія, підвид молочної змії родини Вужеві. Інша назва «гондураська королівська змія».

## Опис
Загальна довжина досягає 1,5 м. Голова невелика, морда затуплена. Очі помірного розміру. Тулуб стрункий з гладенькою лускою. Тулуб червоного кольору з парними чорними кільцями навколо тіла, простір між кільцями може бути білим, жовтим або помаранчевим, іноді того ж кольору, що й тулуб. Доросла змія зазвичай темніше молодої. Кінчики лусочок у цього підвиду часто чорніють з віком.

## Спосіб життя
Полюбляє тропічні низинні ліси. Активна вдень. Харчується ящірками, зміями (зокрема й отруйними), мишоподібними, птахами та їх яйцями.
Це яйцекладна змія. Стате зрілість настає у 1,5 роки. Самиця відкладає 5—10 яєць. Через 2 місяці з'являються молоді змії.

## Розповсюдження
Мешкає у східному Гондурасі, Нікарагуа, північно-східній Коста-Риці.